# 小林未沙
小林 未沙（こばやし みさ、1984年10月16日 - ）は、日本の女性声優、ナレーター。賢プロダクション所属。東京都調布市出身。元・最高位戦日本プロ麻雀協会に所属の雀士という経歴を持つ。Mリーグ公式実況を担当。オンライン声優養成所・SPOT講師。

## 経歴
父親がオペラ歌手、母親がピアニストという音楽一家で生まれ育つ。
立教女学院高等学校、立教大学法学部政治学科卒業。スクールデュオ10期生。
小学校高学年の頃に父親にルールを教わったのが麻雀を始めたきっかけ。パソコンのゲームでプレイし、実際に牌に触ったのは学生時代に麻雀店でアルバイトをしたときだった。大学卒業後は音楽・放送関連の会社に音声ディレクターとして就職。2007年、最高位戦日本プロ麻雀協会テストに合格し第32期前期プロデビュー。『MONDO TV』「女性雀士育成道場」で最高位戦チームの生徒として出場。その後、幼少期からの夢であった声優プロダクションに所属することになったため、34期でプロ雀士を引退した。
引退後も「しゃべる」スキルと麻雀の知識が両方求められる麻雀大会の司会・実況・レポーターとして活躍している。特に、プロ時代の縁から最高位戦が主催しているイベントが多い。
2016年に一般男性と結婚したことを公表。
2021年5月6日、自身のTwitterにて妊娠を明かし、同年8月31日に第一子女児を出産。産休を経て12月7日の放送から実況に復帰した。
2023年6月、第二子妊娠を発表。
2023年9月、第二子女児を出産。

## 人物
先述のように音楽一家で育ったため、幼少期からバイオリンを15年間習っていた。また、学生時代にはバンドでベースを弾き、オリジナル曲を作って積極的に活動していたという。幅広く色々なことにチャレンジする性格。
特技は歌、歌真似、英会話、バイオリン、麻雀。趣味はグラフィックデザイン、料理、動物と触れ合う、滝めぐり、替え歌、バンド活動（ベース）。

## 出演
- モンド麻雀プロリーグ女流育成道場（MONDO TV）
- J-1グランプリ（第4回・DVD）
- 麻雀最強決定戦!サバイバルバトル極雀（フジテレビONE）
  - THEわれめDEポンと極雀とのコラボスペシャル「極雀DEポン」放送時は、原則「極雀」ルール適用時のみ実況を担当する。

### 司会・実況
- 最高位決定戦・女流最高位決定戦（ニコニコ生放送）
- 四神降臨（ニコニコ生放送）
- マーチャオミッション（ニコニコ生放送）
- 天鳳名人戦（ニコニコ生放送）
- 第3回全国麻雀選手権ファイナル（ニコニコ生放送）
- RTDマンスリーリーグ（AbemaTV）
- RTDリーグ2017・2018 (AbemaTV)
- 大和証券Mリーグ（2018年10月 - 、AbemaTV）[19]
- ALL STAR League スペシャルマッチ（2019年5月29日 - 30日、AbemaTV）[20]
- 『雀魂』公式大会実況（雀魂公式YouTubeチャンネル）

### テレビアニメ
太字はメインキャラクター。
2013年
- 黒魔女さんが通る!!（鈴木薫）
- 義風堂々!! 兼続と慶次（十五の尼）
- げんしけん 二代目（アンジェラ・バートン）

2014年
- マケン姫っ!通（店長）
- ヒーローバンク（永行カナ）
- ハナヤマタ（学年主任、イベントスタッフ）
- トライブクルクル（2014年 - 2015年、ヒロト、マリコ、保育士B、メイベル）

2015年
- パックワールド（スターチャイルド）
- ガンダム Gのレコンギスタ（女性パイロット）

2016年
- ドラえもん（テレビ朝日版第2期）（ナレーション）

2017年
- 霊剣山 叡智への資格（王隋氏）

2021年
- スライム倒して300年、知らないうちにレベルMAXになってました（『お前より豚のほうがよっぽど役に立つよ』亭の店員）
- 吸血鬼すぐ死ぬ（2021年 - 2023年、熱烈キッス、子供熱烈キッス） - 2シリーズ

2022年
- サザエさん
- 組長娘と世話係（黒崎香菜美）

2025年
- 凍牌〜裏レート麻雀闘牌録〜（麻雀実況）

### 劇場アニメ
- 009 RE:CYBORG（2012年）
- 劇場版 PSYCHO-PASS サイコパス（2015年、ユーリャ・ハンチコワ）

### Webアニメ
- ベイウォーリアーズ サイボーグ（2015年、子供B、子供、子供A、少年B）

### ゲーム
- グランブルーファンタジー（2014年、雷神[27]、プロメティア）
- Hearthstone: ハースストーン（2015年、アレリア・ウィンドランナー）
- 天涯ニ舞ウ、粋ナ花（2018年、弥島りん子[28]）
- セガNET麻雀_MJ（2018年、実況音声）
- WAR OF THE VISIONS ファイナルファンタジー ブレイブエクスヴィアス 幻影戦争（2020年、ラヴィエス）
- ファイナルファンタジーVII リバース（2024年）

### ドラマCD
- ココロ君色サクラ色（先生[29]）

### 吹き替え

#### 映画
- アイアン・フィスト（チーチー）
- ANNIE/アニー（アンドレア・アルヴィン〈ミラ・クニス〉[30]）
- アポロ18（ライアン、ローラ）
- イントゥ・ザ・ストーム（マーシャ）
- かぞくモメはじめました（カサンドラ）
- きみはペット（ユジン）
- キャリー（ヘザー〈サマンサ・ワインスタイン〉[31]）
- しあわせへのまわり道（ターシャ〈グレイス・ガマー〉）
- ジュラシック・ワールド（モサ・ガイド〈コートニー・ジェームズ・クラーク〉）
- スモール・アパートメント ワケアリ物件の隣人たち（シモン〈ジュノー・テンプル〉）
- スリーデイズ（ルーク・ブレナン〈タイ・シンプキンス〉）
- 捜査官X（シャオティエン）
- ダーケストアワー 消滅
- 小さな妖精スマーフ（受付）
- テイク・シェルター（ケンドラ）
- トゥモローランド（若い宇宙飛行士[32]）
- ドリームハウス（グリーリー医師〈ジェーン・アレクサンダー〉）
- ニード・フォー・スピード（アニータ〈ダコタ・ジョンソン〉）
- ハングオーバー・ゲーム（エフィング〈タラ・リード〉）
- ビッグ・ガン ※2014年新録版
- 47RONIN（侍女1）
- フリーランサー NY捜査線（ジョーイ〈ボー・ギャレット〉）
- プリーチャー（エミリー・ウッドロー〈ルーシー・グリフィス〉）
- プリティ・ワン たったひとつの恋とウソ。（クローディア）
- フレンズ・フォー・チェンジ・ゲームズ（ヴァレンティナ・コロンボ）
- ボーダー・ラン（マリア）
- マチェーテ・キルズ（ミス・サンアントニオ〈アンバー・ハード〉）
- ミュータント・タートルズ（テイラーのママ）
- U.M.A レイク・プラシッド ファイナル（ブリトニー〈スカーレット・バーン〉）
- ラッシュ/プライドと友情（アニエス）
- REC/レック3 ジェネシス（ナタリー）
- ロードキラー デッド・スピード（キャンディ）
- ローマ法王の休日
- ワールド・ウォーZ

#### テレビドラマ
- アンフォゲッタブル 完全記憶捜査
- 美男〈イケメン〉ラーメン店
- イタズラなKiss〜Playful Kiss（ヒョナ）
- ヴァンパイア・ダイアリーズ（ヴァレリー）
- ウェアハウス13 〜秘密の倉庫 事件ファイル〜（リーナ〈ゲネル・ウィリアムズ〉）
- 宇宙船レッド・ドワーフ号
- FBI: 特別捜査班
- エレメンタリー ホームズ&ワトソン in NY（ジャクリーン）
- 救命医ハンク4 セレブ診療ファイル（マッケイラ）
- THE KILLING/キリング（ルース・ヒーゼビュ）
- KING兄弟（ティファニー）
- コールドケース（ウェイトレス）
- GOTHAM/ゴッサム（クリステン・クリングル〈チェルシー・スパック〉）
- 殺人を無罪にする方法（ボニー・ウィンターボトム〈ライザ・ウェイル〉）
- CSI:11 科学捜査班（サンディ）
- CSI:ニューヨーク6（ポーラ）
- CSI:ニューヨーク8（ミッシェル）
- シェキラ!（カンザス、ダニカ・フィッツジェラルド）
- ジェシー!
- 新・刑事コロンボ
- 紳士の品格（カン弁護士）
- スーパーナチュラル（ケリー）
- ストライクバック:極秘ミッション（スービン）
- 天才学級アント・ファーム（アビゲイル、子供ソフィー）
- ドリームハイ（ユン・ベクヒ〈ハム・ウンジョン〉）
- 西海岸捜査ファイル グレイスランド（カサンドラ〈シエラ・ペイトン〉）
- PERSON of INTEREST 犯罪予知ユニット（ソフィア・カンポス）
- HAWAII FIVE-0（シルク）
- 光と影（ユ・チェヨン〈ソン・ダムビ〉）
- 復活（ユン・ミジョン）
- 弁護士イーライのふしぎな日常（看護士）
- BONES（ジュリー・ウォン）
- ユーリカ 〜事件です!カーター保安官〜
- ライ・トゥ・ミー 嘘は真実を語る（アンナ）
- リベンジ（パドマ・ラハリ〈ディルシャッド・ヴァザリア〉）
- 私はラブ・リーガル（看護士）

#### アニメ
- アドベンチャー・タイム（ボロボロプリンセス、レディの母、ピエロナース婦長、音楽の穴）
- スター・ウォーズ/クローン・ウォーズ シーズン4（トワジ）
- 勇者ソー 〜アスガルドの伝説〜
- スライム倒して300年、知らないうちにレベルMAXになってました　(「お前より豚のほうがよっぽど役に立つよ」亭の店員)　／2021春 第一期 第8話

### ラジオ
- 山里亮太の不毛な議論
  - レギュラーコーナー「モテない替え歌」のボーカルを担当し、不毛のディーバ・ミサミサとの通称を持つ。2012年12月12日放送にてリスナーから応募された歌詞で替え歌を歌った際には、あらゆるジャンルで完成度の高い歌マネを披露して「才能の無駄遣い」との好評を得た。

### ラジオドラマ
- 花の慶次（2014年、座敷女A）

### ナレーション
- ジャカルタ絆駅伝2015、2016

### その他のコンテンツ
- 短編映画『カメラを止めるな!リモート大作戦!』主題歌「Your Operation」歌唱（2020年）

### シリーズ一覧
1. ↑  第1期（2021年）、第2期『2』（2023年）